# Seiyunchin

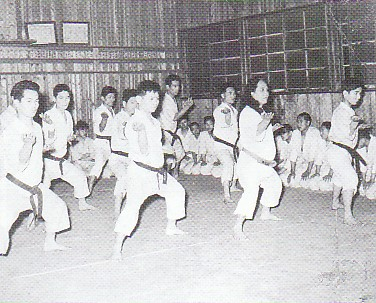
Yamaguchi Gōgen übt mit Schülern Seiyunchin (zweiter von rechts)

Seiyunchin oder Seienchin/Sēenchin (japanisch 征遠鎮 oder 征引鎮), chinesisch Sui Yun Jing ist eine alte chinesische Kata im Karate. Diese Kata wird im Gōjū-Ryū und im Shitō-Ryū gelehrt.

## Name
Sui bedeutet, den sich ändernden Situationen eines Kampfes frei zu folgen, Yun beschreibt die Bewegung und Jing bedeutet Kraft oder Energie. Seiyunchin lehrt also, mit konstantem Druck den Bewegungen eines Kampfes folgen zu können. Der Name Seiyunchin kann zudem als „Ziehen“ interpretiert werden.

## Ursprung
Der Ursprung dieser Kata ist vermutlich auf das interne Xingyiquan-System zurückzuführen. In den Techniken kommen nur Handbewegungen und keine Fußtechniken vor, was für eine Kata ungewöhnlich ist.

## Inhalt
Seiyunchin wurde zur Förderung eines starken und stabilen Standes entwickelt. Ohne einen starken Stand ist es unmöglich, eine volle Kraftentfaltung zu erreichen. Deshalb wird die Stellung Shiko dachi in Seiyunchin stark betont. Auch enthält Seiyunchin mehrere Zieh- und Wurftechniken für Nahkampfsituationen.

## Videos
- Andreas Ginger: Goju-Ryu Kata. Videoproduktion Geupel (DVD, ohne Altersbeschränkung, ca. 100 min)
- Mario Holderbach: Goju-Ryu-Kata. Best Fitness Solutions (DVD, ohne Altersbeschränkung)